# 井上正幸 (正任の子)
井上 正幸（いのうえ まさゆき）は、江戸時代前期の常陸国笠間藩の世嗣。官位は従五位下・出雲守。

## 略歴
2代藩主・井上正任の長男として誕生した。母は本多忠義の娘。子は井上正岑養女（松平康房正室のち本多忠貞正室）。
嫡男として生まれ、寛文2年（1662年）に将軍徳川家綱に御目見した。寛文9年（1669年）に叙任する。しかし、家督相続前の元禄2年（1689年）に廃嫡される。代わって次弟の正岑が嫡子となった。
正岑は元禄5年（1692年）に家督を相続したが、井上家はその前後に4度の転封を行った。正幸は3度目の転封後の常陸下館藩時代、正徳4年（1714年）に63歳で没した。法名は性學院稱山日榮。